# L'oracolo in Messenia
L'oracolo in Messenia és una òpera d'Antonio Vivaldi amb llibret d'Apostolo Zeno. L'òpera va ser composta per al carnaval de tardor de Venècia de 1738, després que Vivaldi es fes càrrec del Teatro Sant'Angelo.
L'obra és un pasticcio, és a dir, una obra feta a partir de música que ja existia, adaptada a un nou text. Vivaldi va reciclar algunes de les seves àries més populars, a més d'altres àries d'autors contemporanis com Broschi, Giacomelli i Hasse. Es tracta d'una pràctica habitual al segle xviii, i L'Oracolo in Messenia va tenir força èxit. La partitura original està perduda, i l'obra tal com la coneixem és resultat d'una reconstrucció elaborada pel violinista i director d'orquestra Fabio Biondi per a la recuperació de l'obra que va tenir lloc a Viena el 2011, de la qual es va fer un enregistrament.

## Enregistraments
- L'oracolo in Messenia. Vivica Genaux, Julia Lezhneva, Ann Hallenberg, Romina Basso, Franziska Gottwald, Magnus Staveland, Xavier Sabata, Europa Galante, Fabio Biondi; Virgin Classics, 2CDs 2012.[3]